# Рейтерн Олександр Гергардович
Олександр Рейтерн (6 (18) квітня 1824, Ліфляндська губернія — 17 (29) липня 1879, Берлін) — генерал-ад'ютант, генерал-лейтенант, командир лейб-гвардії Драгунського полку (1866—1870), Таврійський губернатор (1871—1873).

## Біографія
Народився у сім'ї художника Гергарда Рейтерна; здобув домашню освіту.
У 1838 р. був визначений у Дворянський полк, 21 квітня 1842 р. зарахований на службу юнкером до лейб-кірасирського спадкоємця Цесаревича полк, у складі його з 30 травня по 26 жовтня 1849 р. здійснив похід для надання допомоги Австрії в упокоренні повстання в Угорщині.
5 червня 1850 р. призначений ад'ютантом до головнокомандувача діючої армії, брав участь у війні з Туреччиною 1854 року. З 4 травня перебував при облозі фортеці Силистрії, брав участь у боях до 11 червня; за хоробрість та мужність був нагороджений орденами св. Анни 3-й та св. Володимира 4-го ступеня із бантом. 25 січня 1856 р. був призначений флігель-ад'ютантом до Його Величності.
Був опікуном свого племінника Павла Жуковського, сина поета В. Жуковського.
26 серпня 1856 р. переведений у лейб-гвардії Гусарський Його Величності полк. З 16 квітня 1857 р. відрахований із полку, перебував при особі Його Величності; на цій посаді супроводжував імператора під час Високих оглядів у Ковно та Варшаву (1858), в Умань та Варшаву (1859), до Твері та Москви (1860, 1861), до Єлисаветграда (1861) та Риги (1862). Неодноразово виконував особливі доручення щодо спостереження за правильністю розпоряджень на заклик відпускних чинів. Після маніфесту 1861 р. про звільнення селян 3 березня було відряджено до Катеринославської губернії у селянській справі.
23 квітня 1861 р. переведений у полковники. З 3 лютого 1866 р. — командир лейб-гвардії Драгунського полку; 30 серпня 1867 р. переведений у генерал-майори із затвердженням на посаді командира полку та призначенням у Свиту Його Величності.
З 12 жовтня 1870 р. переведений до Міністерства внутрішніх справ, 19 січня 1871 р. призначений Таврійським губернатором із залишенням у Свиті Його Величності та в гвардійській кавалерії.
З 25 червня 1873 р. призначений перебувати при Німецькому Імператорі і переїхав до Берліна. Перебуваючи на цій посаді, 30 серпня 1876 р. був переведений у звання генерал-ад'ютанта, 3 грудня 1877 р. переведений у генерал-лейтенанти.
Помер у Берліні 17 липня 1879 року.

### Сім'я
- Батько — Євграф Рейтерн (1794—1865), художник;
- Мати — Шарлотта фон Швертцелль (1797-?).
- Дружина — Єлизавета Лазарєва-Станіщева.
- Син — Володимир (08.08.1863; Вісбаден- ?)

## Нагороди
- орден Святої Анни 3-го ступеня з бантом (1855)
- орден Святого Володимира 4-го ступеня з бантом (1855)
- орден Святого Володимира 3-го ступеня (1869)
- Орден Святого Станіслава 1-го ступеня (1871)
- орден Святої Анни 1-го ступеня (1874)